# Colysis hemionitidea
Colysis hemionitidea là một loài thực vật có mạch trong họ Polypodiaceae. Loài này được (Wall. ex C. Presl) C. Presl miêu tả khoa học đầu tiên năm 1851.